# Каттойечтыпур
Каттойечтыпур — река в России, протекает по территории Пуровского района Ямало-Ненецкого автономного округа и Сургутского района Ханты-Мансийского автономного округа. Начинается в небольшом озере на севере Сургутского района на высоте 124,5 метра над уровнем моря. Течёт в северном направлении среди сосново-берёзовой тайги. Устье реки находится в 69 км по левому берегу реки Ечтыпур на высоте 102,7 метра над уровнем моря. Длина реки составляет 18 км. Высота устья — 102,7 м над уровнем моря.

## Гидроним
Название происходит из лесного ненецкого языка, на котором звучит как Катыӈо дечты" пюӆ и имеет значение «елово-сосновая бурлящая [река]».

## Данные водного реестра
По данным государственного водного реестра России относится к Нижнеобскому бассейновому округу, водохозяйственный участок реки — Пур. Речной бассейн реки — Пур.
Код объекта в государственном водном реестре — 15040000112115300054984.